# Bolshecapnia maculata
Bolshecapnia maculata är en bäcksländeart som först beskrevs av Jewett 1954.  Bolshecapnia maculata ingår i släktet Bolshecapnia och familjen småbäcksländor. Inga underarter finns listade i Catalogue of Life.